# Avro 510
El Avro 510 fue un hidroavión de carreras biplaza diseñado por Avro para competir en la Carrera del Circuito de Gran Bretaña de 1914.

## Diseño y desarrollo
Era un biplano de dos vanos convencional de envergaduras muy diferentes, equipado con dos grandes flotadores centrales y dos de equilibrio. La carrera fue suspendida por el estallido de la Primera Guerra Mundial, pero el Almirantazgo británico estaba al tanto del modelo y encargó cinco ejemplares, con flotadores y cola modificados. En servicio, demostraron ser completamente inadecuados, y se descubrió que, con una segunda persona a bordo, el avión apenas podía volar. En octubre de 1915, los 510 en servicio fueron enviados a Supermarine para que fueran modificados y mejorados, pero en marzo del año siguiente todos fueron retirados del servicio.

## Operadores
Reino Unido
- Real Servicio Aéreo Naval

## Especificaciones
Referencia datos: Avro Aircraft since 1908

### Características generales
- Tripulación: Dos (piloto y observador)
- Longitud: 11,6 m (38 ft)
- Envergadura: 19,2 m (63 ft)
- Superficie alar: 52,4 m² (564 ft²)
- Peso vacío: 943 kg (2078,4 lb)
- Peso cargado: 1270 kg (2799,1 lb)
- Planta motriz: 1× motor lineal V8 refrigerado por agua Sunbeam Crusader.
  - Potencia: 110 kW (152 HP; 150 CV) [nota 1]
- Hélices: Bipala de madera de paso fijo

### Rendimiento
- Velocidad máxima operativa (Vno): 110 km/h (68 MPH; 59 kt)
- Alcance: 4 h 30 min
- Tiempo a altitud: 4,5 min a 305 m (1000 pies)

## Aeronaves relacionadas

### Desarrollos relacionados
- Avro 519

### Secuencias de designación
- Secuencia Numérica (interna de Avro): ← 504 - 507(juego de alas) - 508 - 510 - 511 - 514 - 519 →